# Paul Amesbury
Paul Amesbury (ur. 11 marca 1983 w Winnipeg) – kanadyjski wioślarz.

## Osiągnięcia
- Mistrzostwa Świata – Linz 2008 – ósemka wagi lekkiej – 6. miejsce[1].